# 南非國旗

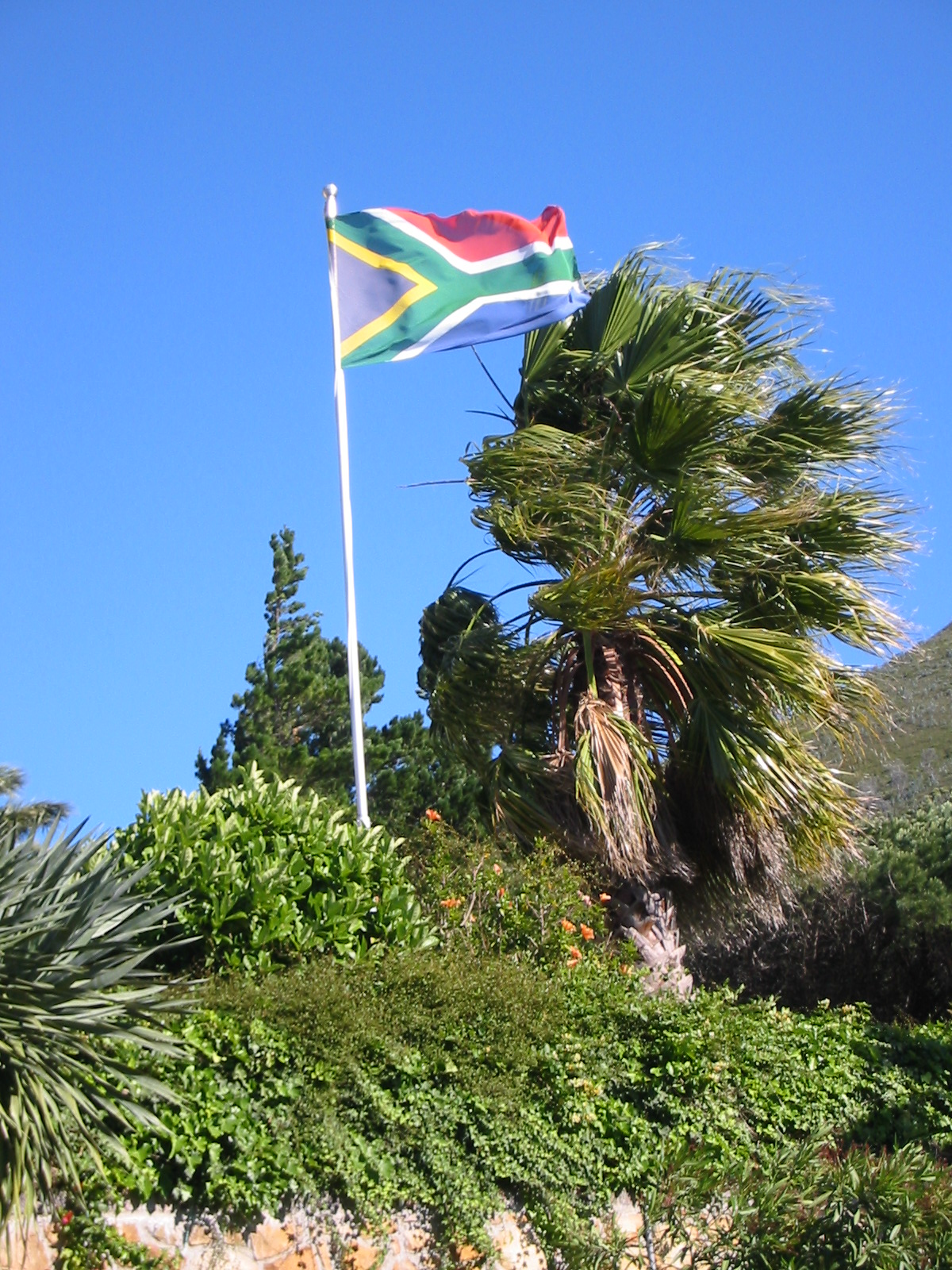
现行南非国旗

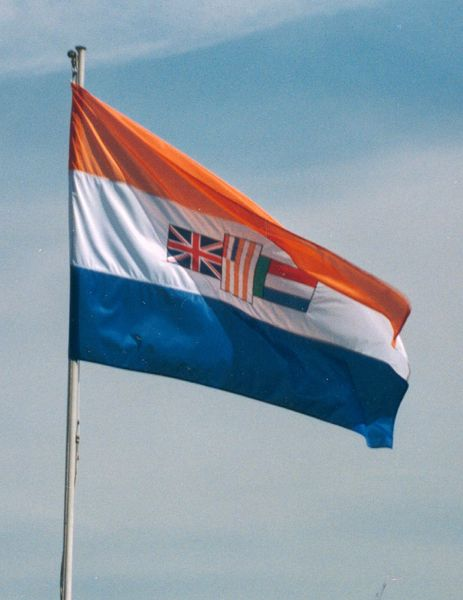
1994年之前的南非国旗

南非國旗由紅、黃、藍、綠、黑、白六種顏色組成，是目前世界上使用最多顏色的國旗。其呈丫字形，由時任南非紋章局成員弗雷德里克·布朗奈爾負責設計。1994年4月27日被採用為國旗。
垂直懸掛時注意要左右翻轉，即紅在左，藍在右。

## 國旗格式
該國旗有水平紅（頂部）和藍色（底部），寬度相等，由水平的“Y”字形的中央分開。

### 顏色
| 顏色 | 紡織色                        | 彩通          | RGB     | 預覽 |
| ---- | ----------------------------- | ------------- | ------- | ---- |
| 绿色 | CKS 42 c Spectrum green       | 3415 c        | #007749 |      |
| 黑色 | CKS 401 c Blue black          |               | #000000 |      |
| 白色 | CKS 701 c National flag white |               | #FFFFFF |      |
| 金色 | CKS 724 c Gold yellow         | 1235 c        | #FFB81C |      |
| 红色 | CKS 750 c Chilli red          | 179 c         | #E03C31 |      |
| 蓝色 | CKS 762 c National flag blue  | Reflex blue c | #001489 |      |

## 歷史
1910年南非聯邦成立後，米字旗成為南非國旗，另有基於英國紅船旗的旗幟做為南非的商船旗，並在非正式的場合用作國旗。
在1927年末，南非通過了新的國旗設計，並於1928年5月31日首次懸掛，俗稱「橙白藍」（Oranje, Blanje, Blou）。1982年7月1日又頒佈索爾維藍版本。國旗分為橙色、白色和藍色的橫條紋，白色條紋上有三個較小的圖案。橙色、白色和藍色取自旧时的荷兰親王旗颜色，表明阿非利卡人对荷兰殖民歷史的認同，白色條紋上的三個較小的圖案从左到右分别为英国国旗、奧蘭治自由邦国旗和川斯瓦共和國国旗，代表了1910年南非联邦成立时的四个省：英国国旗代表開普省与納塔爾省（两省原先早已成为英国殖民地，故以英国国旗表示）、奧蘭治自由邦国旗代表奧蘭治自由邦省、川斯瓦共和國国旗代表川斯瓦省。该旗也被用于西南非洲，直到1990年独立為止。
目前的南非國旗是在1994年4月27日首次懸掛。選擇新國旗是納爾遜·曼德拉從監獄被釋放在1990年的談判過程的一部分。1993年在全國舉行了一場公開的國旗草案比賽，收到了超過7,000份設計。最後，制定了六個設計，並提交給公眾和談判理事會，但沒有一個引起支持。一些設計工作室提出進一步的提案，但他們又沒有成功。
在1994年2月，非洲人國民大會代表西里爾·拉馬福薩與國民黨政府代表魯爾夫·梅耶爾於當月的指定日期開始商討國旗問題的解決。最後設計在1994年3月15日通過，4月20日由國家總統德克勒克公佈。
2019年，南非平等法院裁定在公眾展示1994年前種族隔離時代的國旗屬違法行為，因為這面旗幟象徵白人優越主義。

## 歷代國旗

1928年版南非国旗中央的构成部分

1982年版南非国旗中央的构成部分

1928年版南非国旗2:1版本

1839年－1843年 纳塔利亚共和国
1857年－1874年 1875年－1877年 1881年－1902年 德兰士瓦四色旗
1874年－1875年 德兰士瓦比格尔斯旗
1857年－1902年 奥兰治自由邦国旗
1883年－1885年 歌珊共和国国旗
1883年－1885年 斯特拉兰国旗
1884年－1888年 新共和国
1890年－1891年 小自由邦
1876年—1928年 南非米字旗
1910年—1912年 南非红船旗，作为非正式国旗使用
1910年—1928年 南非蓝船旗，用于政府驻外机构
1912年—1928年 南非红船旗 作为商船旗沿用至1951年
1928年—1982年 南非国旗
1982年—1994年 南非国旗 索尔维蓝版

### 1920年国旗建议草案

1920年南非国旗草案之一
1920年南非国旗草案之二
1920年南非国旗草案之三

### 1993年国旗建议草案（第一轮）

1993年南非国旗草案之一
1993年南非国旗草案之一
1993年南非国旗草案之一
1993年南非国旗草案之一
1993年南非国旗草案之一
1993年南非国旗草案之一

### 1993年国旗建议草案（第二轮）[4]

1993年南非国旗草案之一
1993年南非国旗草案之一
1993年南非国旗草案之一
1993年南非国旗草案之一
1993年南非国旗草案之一
1993年南非国旗草案之一

### 1993年国旗建议草案（最终定案）[4]

1993年南非国旗草案之一
1993年南非国旗草案之一
1993年南非国旗草案之一
1993年南非国旗（最终决定案）草案之一
1993年南非国旗草案之一
1993年南非国旗草案之一

### 各班图斯坦旗帜

1966年—1994年 特兰斯凯
1973年—1994年 博普塔茨瓦纳
1973年—1994年 西斯凯
1973年—1994年 加赞库卢
1973年—1994年 文达
1974年—1994年 莱博瓦
1975年—1994年 库瓦库瓦
1982年—1994年 夸恩德贝勒
1977年—1985年 夸祖鲁
1985年—1994年 夸祖鲁